# Borovice Heldreichova
Borovice Heldreichova (Pinus heldreichii), též známá jako borovice bělokorá, je evropská dvojjehličná borovice, rostoucí v horských polohách především na vápencích na Balkáně, kde se střídá s borovicí rumelskou, která zde roste na žule. Exemplář borovice Heldreichovy z přírodního parku poblíž Neapole je pravděpodobně nejstarším evropským stromem. Jeho stáří určili dendrologové počítáním letokruhů i radiokarbonovou metodou na 1 230 let.

## Synonyma
- Pinus leucodermis Antoine (1864)

Pod tímto názvem je uváděna velmi často a některými (i současnými) dendrology jsou dokonce uváděny v systematice oba názvy pro dva odlišné druhy borovic.

## Vzhled
Strom podobný borovici černé, až 35 m vysoký, zavětvený až k zemi.
Koruna kuželovitá, borka tenká, popelavá, dole hranatě šupinovitá.
Větve a letorosty jsou šedohnědé, letorosty jsou na rozdíl od podobné borovice černé ojíněné.
Pupeny podlouhle vejčité, šedobělavé s bílými špičkami, bez pryskyřice.
Jehlice po 2, dlouhé 4–9 cm, nahloučeny štětkovitě na konci větviček, tuhé, leskle zelené.
Šišky jednotlivé, vejčité, 7–8 × 2,5 cm, nezralé tmavě fialové, zralé hnědé. Spodní šupiny mají štítek jehlancovitě zdvižený, s pupkem špičatým, ke spodině šišky zahnutým.
Semena okřídlená, elipsovitá, 6–7 mm velká.

## Výskyt
Na balkánském poloostrově, v Bulharsku, Itálii, a Turecku, ale těžiště jejího výskytu je především v Albánii. Roste v nadmořských výškách 1200–2200 m na vápencových a dolomitových pohořích.

## Ekologie
Je výrazně vázána na vápencové podloží a nesnáší kyselé půdy.

## Využití
V České republice je vyhledávanou okrasnou dřevinou, přestože se v některých lokalitách (na kyselých půdách) obtížně pěstuje.

## Zajímavost – borovice šmidtka
Zajímavý exemplář tohoto druhu nalezl v roce 1926 tehdejší tajemník Čs. dendrologické společnosti, Eugen Šmidt v Bosenských horách u Sarajeva v nadmořské výšce 1900 m. Byl kompaktní, kuželově keřovitý, asi 3m vysoký a zřejmě minimálně 100 let starý. V Průhonicích byl naroubován na borovici lesní a dodnes roste v průhonickém alpinu. Ani původní strom v Bosně, ani jeho roubovance nikdy neměly šišky. Protože rostla poblíž borovice kleč, Šmidt se domníval, že jde o křížence P. heldreichii x P. mugo.
Dnes je tento kultivar, česky známý jako „borovice šmidtka“, označován různými latinskými názvy, ale jeho správný název je P. heldreichii ´Smidtii´. Velice často se roubuje pro okrasné výsadby a alpina. V arboretu Sofronka byl mnohokrát roubován a je zajímavé, že z jednoho roubovance vyrostla normální stromovitá forma P. heldreichii. To by znamenalo, že původní stromek v Bosně byl s největší pravděpodobností čarověník borovice Heldreichovy, který převládl a potlačil původní stromovitou formu. To samé se v arboretu Sofronka objevilo u 5 let starého semenáče sibiřské limby: čarověník převládl a potlačil normálně rostoucí části a dnes je pravokořenným čarověníkem.

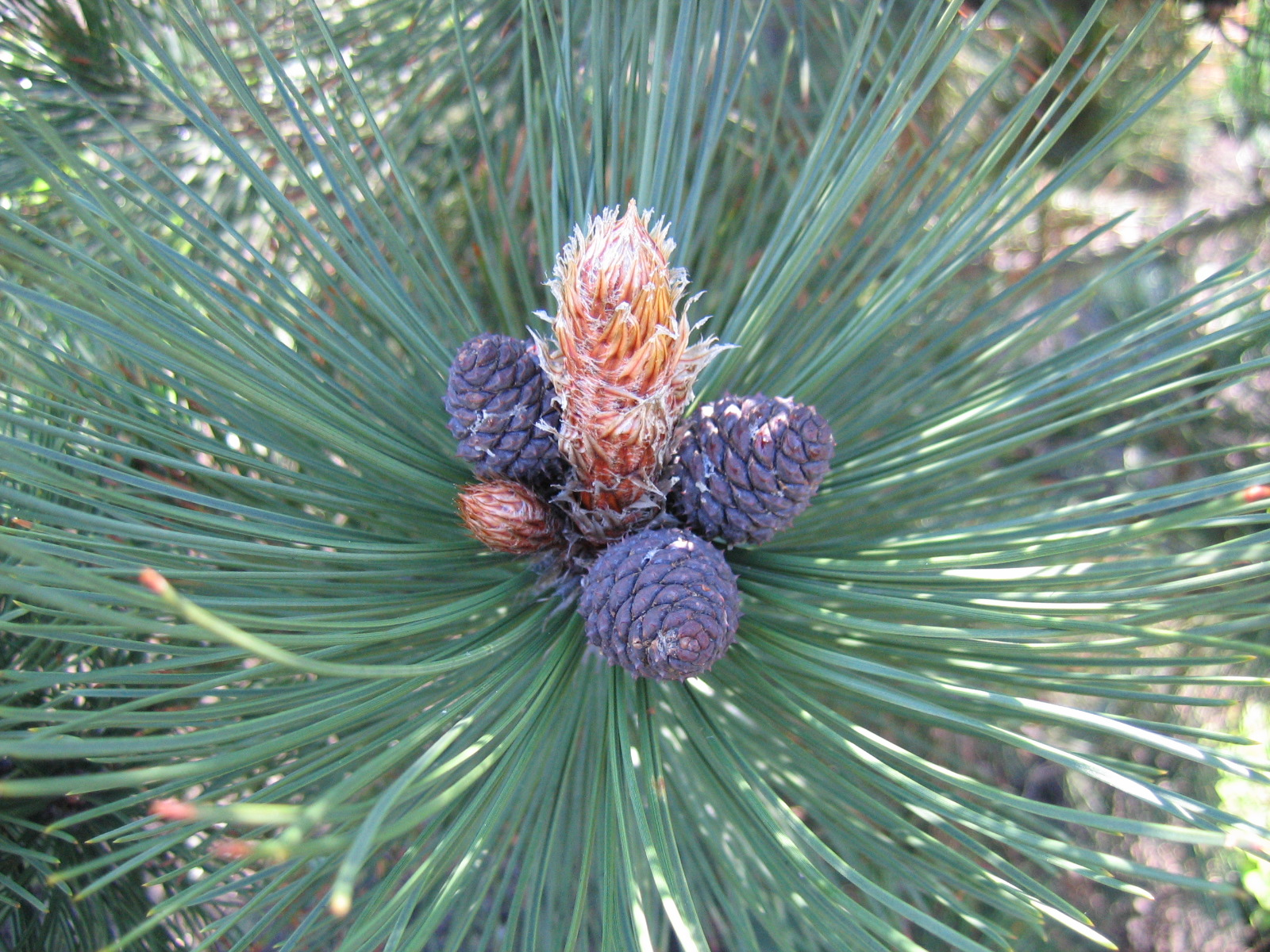
Detail
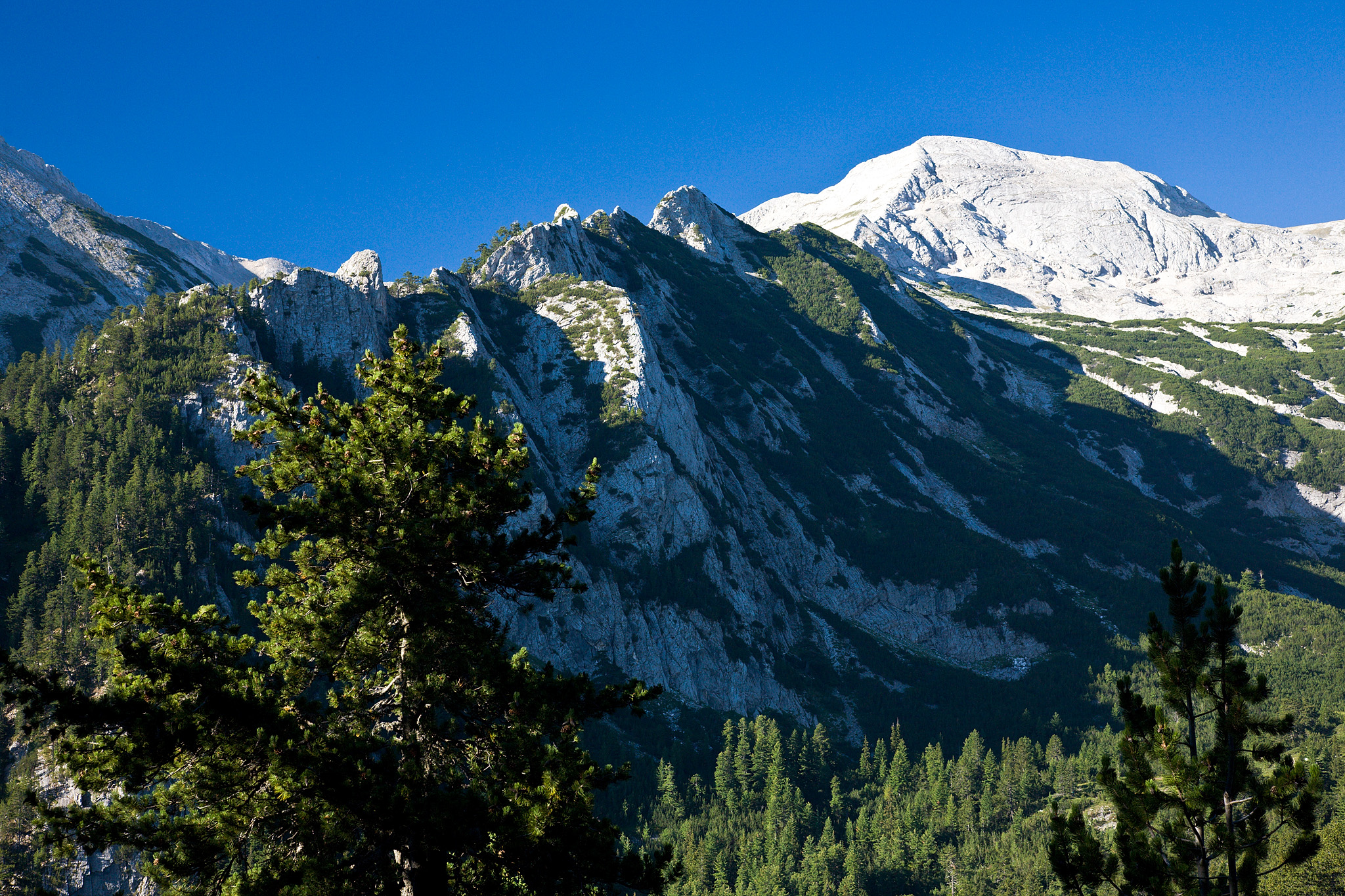
Borovice v bulharském pohoří Pirin
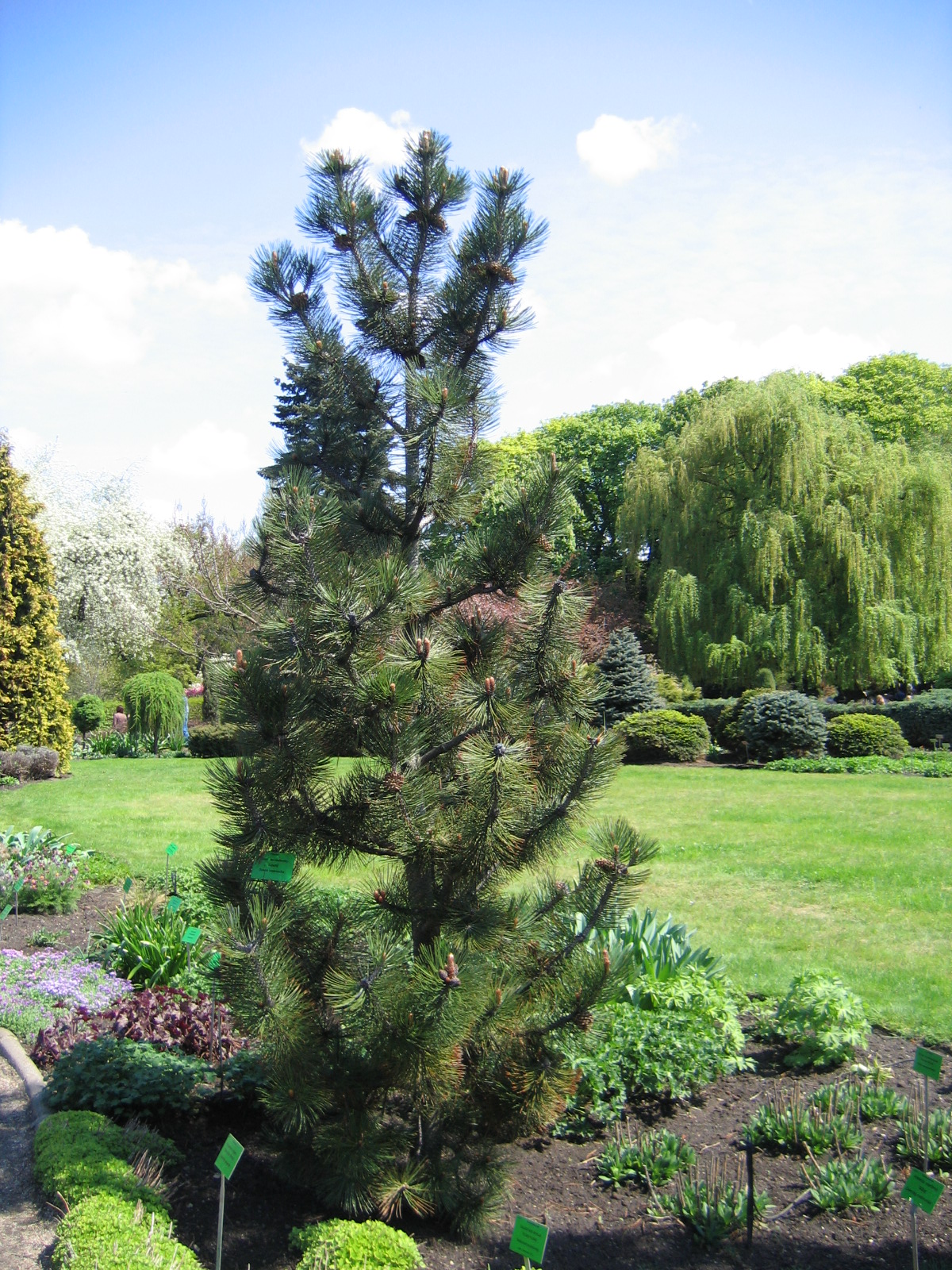
Exemplář v botanické zahradě wroclavské univerzity
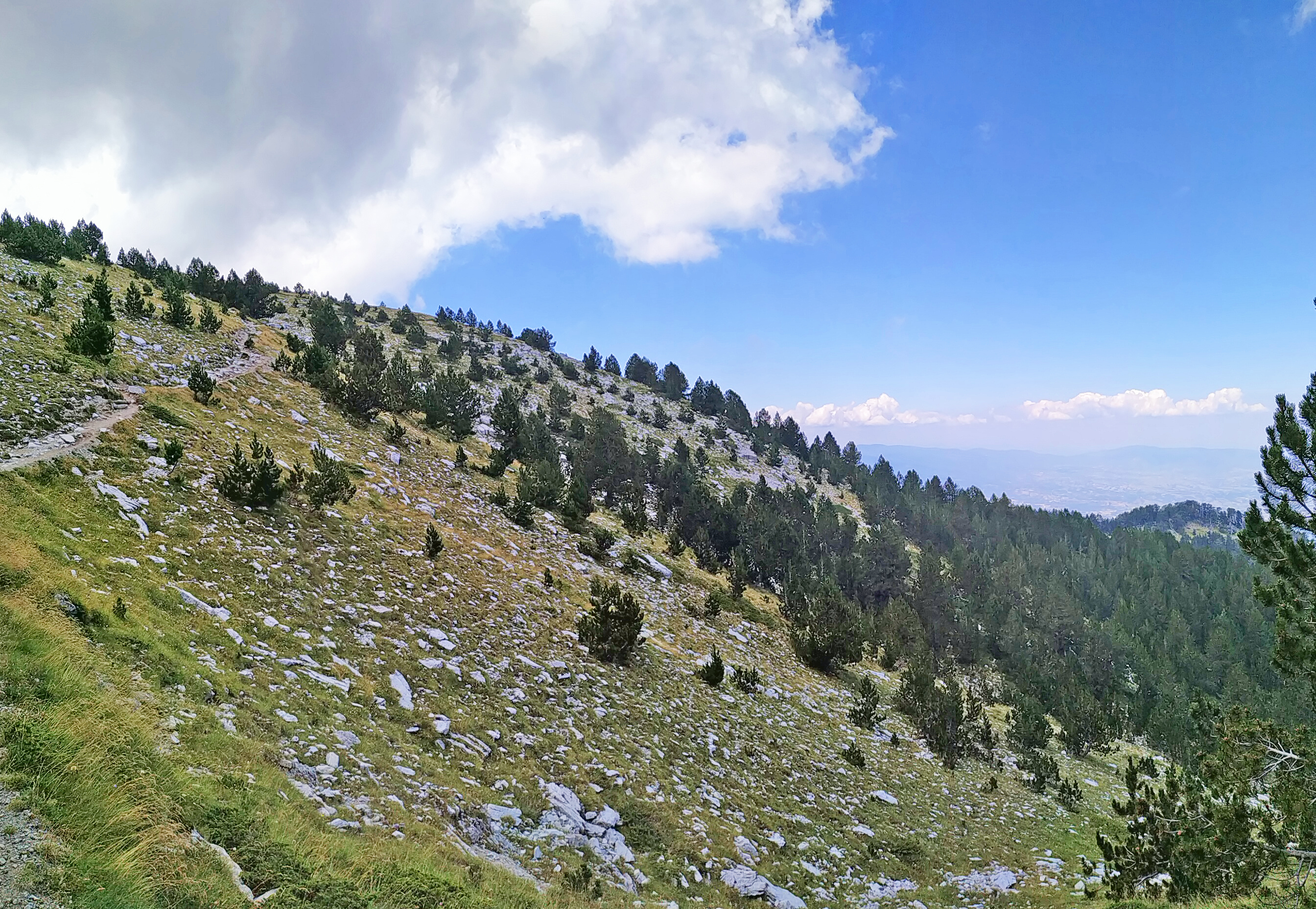
Borovice na svazích Olympu
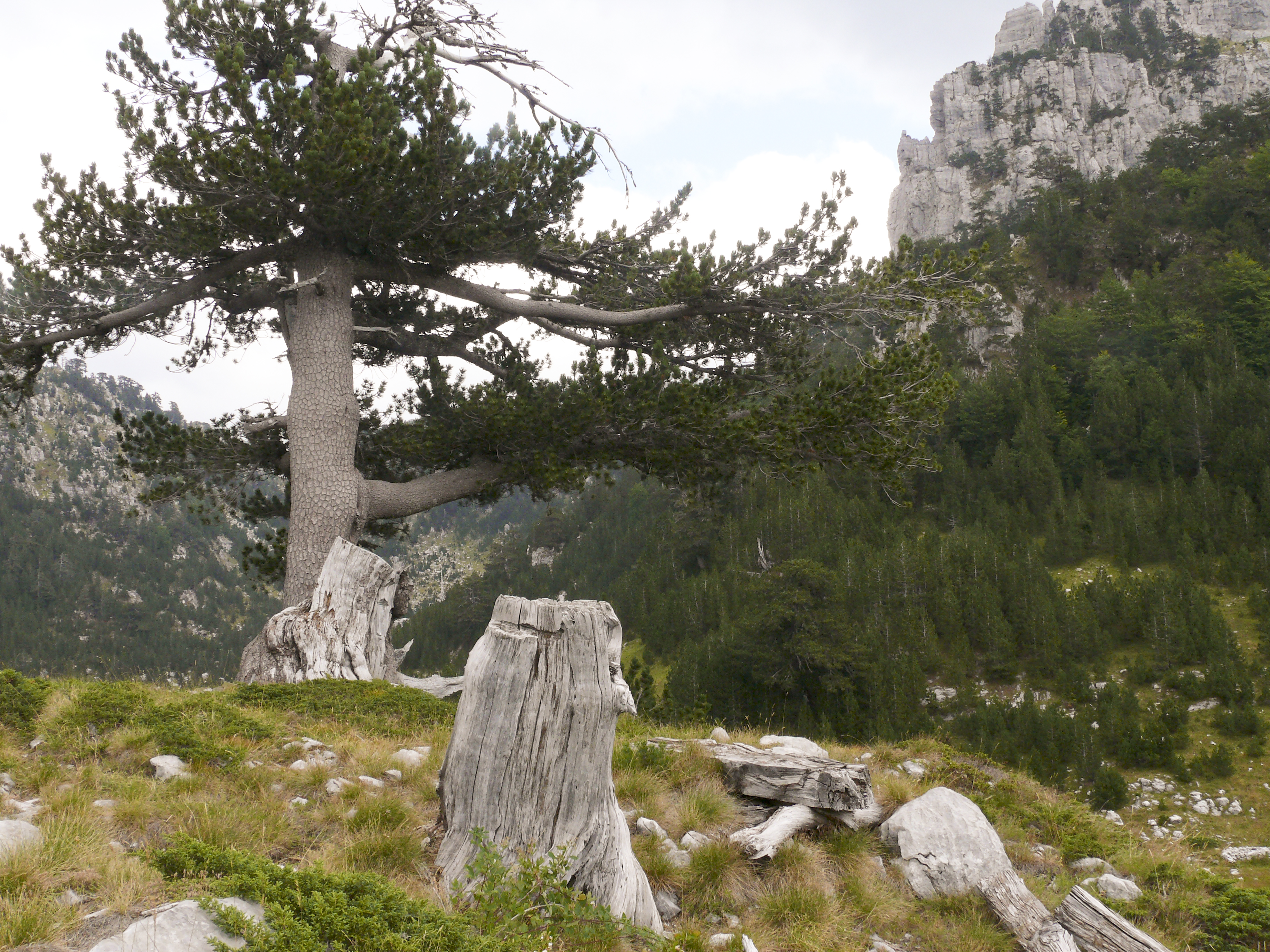
Strom u cesty do Thethi v severní Albánii